# 吉诺·皮瓦泰利
吉诺·皮瓦泰利（義大利語：Gino Pivatelli，1933年3月27日—），意大利男子足球运动员，场上位置是前锋。他曾代表意大利国家队参加1954年国际足联世界杯，结果获得第十名。